# Allegiance (videogioco)
Allegiance è un videogioco caratterizzato da un mix di elementi strategici in tempo reale e combattimenti spaziali, inizialmente sviluppato dalla Microsoft (per la precisione Microsoft Research) e ora mantenuto dalla sua community fin dalla diffusione pubblica del codice sorgente. Allegiance supporta solo la modalità on-line.
Una delle caratteristiche più uniche di Allegiance è la marcata importanza del gioco di squadra: tutti i principali eventi delle partite richiedono una buona organizzazione e collaborazione da parte dei compagni. Per potersi organizzare efficientemente sono disponibili, oltre alla classica chat testuale, numerosi messaggi vocali (voice-chats) predefiniti volti a migliorare la situational awareness (l'abilità di capire cosa sta succedendo e cosa bisogna fare).
L'obiettivo è distruggere tutte le basi spaziali delle altre squadre. Di solito le partite sono disputate tra 2 team di 5-20 giocatori ciascuno, ma è possibile avere fino a 6 team e/o 200 giocatori. È disponibile un gran numero di navi diverse, ma nella maggior parte di casi è necessario ricercare alcune tecnologie per poterle utilizzare; sono inoltre disponibili tecnologie volte al miglioramento delle basi e delle navi.
Il campo di gioco è immaginabile come delle bolle di spazio (settori) circondate da ampie regioni di antimateria. Per poter passare da un settore all'altro bisogna utilizzare dei portali (aleph) che connettono i vari settori tra loro secondo degli schemi (mappe) prestabilite.
Le tecnologie e le navi più importanti non sono gratis ma hanno un valore in crediti: i crediti si ottengono attraverso dei Miners (che minano Elio-3 da appositi asteroidi), attraverso la paga (data automaticamente ad ogni giocatore a intervalli di tempo), o delle cassette di denaro che galleggiano nello spazio. Normalmente tutti i giocatori donano tutte le loro entrate a un giocatore, il comandante, che ha il compito di organizzare il team, gestire le risorse, costruire nuove basi ed investire nelle tecnologie. Il comandante ha inoltre il potere di cacciare ('to boot', dall'inglese 'boot', stivale) membri della squadra che non collaborano o creano disturbi. Smettere di donare è possibile (e in alcuni casi specifici può essere utile) ma normalmente non viene utilizzato, in quanto è il comandante che deve gestire il denaro della squadra. Il sistema dell'economia permette anche l'ammutinamento: se tutti i giocatori di un team smettono di donare a un giocatore, questo perde il ruolo di comandante in favore di un altro membro della squadra.
Allegiance, uscito nel 2000 dopo un lungo periodo di beta testing, ha ricevuto nello stesso anno il premio Best Game Nobody Played da GameSpot. Infatti, a causa della scarsa qualità dei server o la mancanza di pubblicità (o entrambi), questo videogioco non ha mai raggiunto il successo commerciale che gli era stato pronosticato. Nel 2002 i server della Microsoft sono stati ufficialmente chiusi, ma la ristretta community è riuscita a sopravvivere e a continuare a giocare attraverso l'applicazione di alcune patch e tool esterni. Nel 2004 la Microsoft ha diffuso il codice sorgente di Allegiance, ma a causa dell'incompatibilità del codice con i moderni compilatori C++ la prima versione pubblicata dalla comunità è uscita solo il 1º marzo 2006, sotto il nome ufficiale di Free Allegiance Zone. In questi quattro anni, però, la community si è lentamente disgregata; con l'uscita delle prime versioni del gioco prodotte dalla community, comunque, il bilancio demografico della comunità tende al positivo, sfiorando i 200 giocatori online contemporaneamente.
Allegiance richiede un lungo periodo di apprendimento delle basi: per aiutare i newbie a imparare i fondamentali velocemente, la comunità ha attivato un sito per l'auto-apprendimento e un corso, @cadet, della durata di 8 settimane, gestito da giocatori veterani. Per chi vuole eccellere nell'arte del comandare, c'è un altro corso, @ACS (Allegiance Commanding School) dalla durata di 6 mesi.
Essendo un gioco relativamente datato, i requisiti di sistema sono piuttosto bassi: bastano una scheda video anche vecchia e una connessione dial-up a 33 kbps. È piuttosto richiesto il Framework .NET 2.0 per l'autenticazione alla modalità online.